# سکره-کور، کبک
سکره-کور (به فرانسوی: Sacré-Cœur) شهری در منطقه شهری لا اوت-کوت-نورد ناحیه کوت-نور در استان کبک کانادا است. در سرشماری سال ۲۰۱۱ این شهر ۲٬۰۹۳ نفر جمعیت داشته‌است و مساحت آن ۳۴۱٫۷۴ کیلومتر مربع است.